# Lettera degli Apostoli

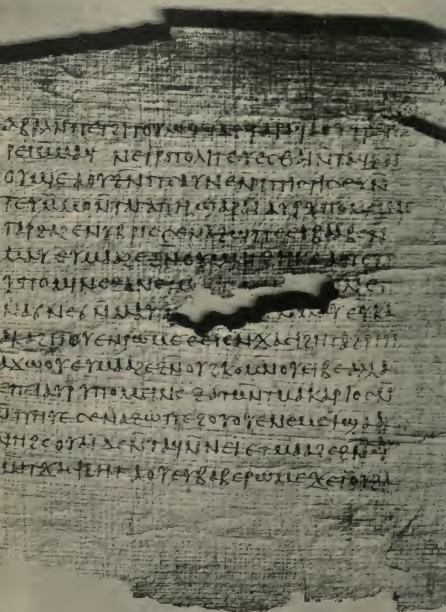
Manoscritto della versione in copto

La Lettera degli Apostoli (latino: Epistula Apostolorum) è un apocrifo del Nuovo Testamento scritto in greco antico tra il 130 e il 170 e pervenuto in copto ed etiopico. A lungo ritenuta persa, è stata pubblicata nel 1919.
Dopo un resoconto riassuntivo del ministero di Gesù contiene istruzioni catechetiche del Signore risorto agli apostoli, con tono prevalentemente anti-gnostico.
Malgrado il nome, è più simile al genere letterario di un vangelo o di un testo apocalittico che ad un'epistola.
L'opera è composta da 51 capitoli.
L'intento dell'opera è quello di sostenere la prima dottrina cristiana ortodossa, confutando lo Gnosticismo e il Docetismo. Gli gnostici Cerinto e Simon Mago sono presentati come eretici. La Lettera degli Apostoli sostiene fermamente che l'Incarnazione di Gesù fu di carne e sangue e la risurrezione della carne nel Regno di Dio prossimo venturo. Secondo il testo, esso fu redatto poco tempo dopo la risurrezione di Gesù. Sono presentate predizioni della venuta di Paolo di Tarso, della caduta di Gerusalemme e della Seconda Venuta, data per imminente nel II secolo d.C.

## Storia
Il testo è comunemente datato alla prima metà del II secolo. Charles E. Hill data l'Epistola a "poco prima del 120, o negli anni '40". Francis Watson la data intorno al 170, dopo la peste antonina, per i riferimenti alla morte e alla malattia come segno della fine dei tempi. La maggior parte degli studiosi preferisce collocare l'origine nell'Egitto romano; altre possibilità includono l'Asia Minore e la Siria romana.
Il testo dovette avere una scarsa diffusione dal momento che nessun antico scritto cristiano sopravvissuto fa riferimento ad esso. La maggior parte delle copie distribuite per il mondo è andata perduta; un certo numero di copie veniva riprodotto e conservato in alcuni monasteri etiopi fino al XVI secolo, ma si trattava di un'opera minore e oscura, completamente sconosciuta altrove. Nel 1895, gran parte del testo fu scoperte in lingua copta da Carl Schmidt, a partire da un manoscritto del IV-V secolo. Nel 1910, lo studioso inglese M.R. James individuò delle somiglianze tra le traduzioni copte fornite da Schmidt e varie traduzioni di documenti etiopi non classificati, e si rese conto che i manoscritti etiopi provenivano probabilmente dalla stessa opera del manoscritto copto.
Secondo lo studioso Wilhelm Schneemelcher, il testo dell'Epistula Apostolorum fu pubblicato nel 1919 da Carl Schmidt (1868-1938), studioso tedesco della civiltà copta, in collaborazione con l'egittologo francese Pierre Lacau e con Isaak Wajnberg, pubblicò in un libro dal titolo Gespräche Jesu mit seinen Jüngern nach der Auferstehung. Ein Katholisch-Apostolisches Sendschreiben des 2. Jahrhunderts ("Conversazioni di Gesù con i suoi discepoli dopo la risurrezione. Una lettera cattolica-apostolica del II secolo"). Il testo inizierebbe nella forma di una lettera, ma nel suo sviluppo principale si presenterebbe come un dialogo tra Gesù Cristo e i discepoli, con elementi narrativi parzialmente analoghi a quelli della rivelazione evangelica.

## La figura di Giuda lo Zelota
Il testo di Schmidt et al. menziona più volte un certo Judas Zelotes (Giuda lo Zelota), del quale non esistono riferimenti nei canone del Nuovo Testamento.
In base alla somiglianza del nome, è stata proposta l'identificazione con Giuda Taddeo oppure con Simone il Cananeo, soprannominato lo Zelota, secondo il dettato del Vangelo di Luca.